# 우홍수
우홍수(禹洪壽, 1355년 ~ 1392년)는 고려 후기의 문신이다. 본관은 단양(丹陽)이다. 지신사·대사헌·첨서밀직사사·동지밀직사사 등을 역임하였으며, 1392년 정몽주 일파로 몰려 파면되었다가 조선 건국 후 귀양가서 장살되었다.

## 생애
아버지는 단양백(丹陽伯) 우현보(禹玄寶)이다. 1377년 문과에 합격하여 낭장에 임명되고 성균박사를 겸하였다. 이후 여러 벼슬을 거쳐 지신사(知申事)·대사헌 등을 역임하다가 창왕 초 첨서밀직사사에 제수되었다. 1389년 (창왕 1) 이성계(李成桂)를 제거하고 우왕을 복위하려 한 김저(金佇) 사건에 연루되어 1390년 인주(仁州)에 유배되었다. 이후 사면되어 1391년 동지밀직사사에 임명되었으나 1392년 정몽주가 살해된 후 그 일파라 하여 파면되고 영구히 벼슬에 오르지 못하는 벌을 받았다. 조선 개국 후 고려의 유신(遺臣)들을 논죄할 때 전라도로 귀양갔다가 그곳에서 장을 맞고 죽었는데, 이때 역시 전라도로 유배된 막내동생 우홍명(禹洪命)과 강원도로 귀양간 셋째동생 우홍득(禹洪得)도 함께 맞아 죽었다.